# Pardachirus hedleyi
 Pardachirus hedleyi és un peix teleosti de la família dels soleids i de l'ordre dels pleuronectiformes que es troba des de les costes del sud de Queensland fins a les de Nova Gal·les del Sud (Austràlia).